# Perakanthus
Perakanthus là một chi thực vật có hoa trong họ Thiến thảo (Rubiaceae).

## Loài
Chi Perakanthus gồm các loài: